# Lokomotive 1 der Straßenbahn Timișoara
Die Lokomotive 1 der Straßenbahn Timișoara – rumänisch Locomotiva 1, abgekürzt L1 – ist ein ehemaliges Dienstfahrzeug des genannten Straßenbahnbetriebs. Die zweiachsige Elektrolokomotive mit Mittelführerstand wurde 1914 bei der Waggonfabrik János Weitzer in Arad bestellt, im Laufe des Jahres 1915 hergestellt und schließlich 1916 an die damals noch Temesvári Villamos Városi Vasút (TVVV) genannte Straßenbahngesellschaft ausgeliefert, die elektrische Ausrüstung lieferte die AEG zu. Die Maschine stand somit rechtzeitig zur Aufnahme des Straßenbahn-Güterverkehrs im Stadtteil Fabrik zur Verfügung. Dieser wurde am 8. August 1916 mit dem Anschluss der örtlichen Timișoreana-Brauerei aufgenommen.
Weil im Laufe der Jahre immer mehr Unternehmen an den Güterverkehr der Straßenbahn angeschlossen wurden, beschaffte die Straßenbahngesellschaft 1928 und 1956 ergänzend zur L1 mit der Lokomotive 2 und der Lokomotive 3 noch zwei weitere Maschinen. Anfangs verkehrte die hier behandelte Lokomotive ohne Betriebsnummer, erst 1928 erhielt sie zur Unterscheidung von der später gelieferten zweiten Maschine die Bezeichnung L1.
Ferner wurde der ursprüngliche Stangenstromabnehmer der Lokomotive schon Mitte der 1920er Jahre – parallel zu den im Personenverkehr eingesetzten Triebwagen – durch einen Lyrastromabnehmer ersetzt. Dieser wiederum wich im Zuge des Modernisierungsprogramms der Jahre 1956 bis 1960 einem Scherenstromabnehmer. Hierfür musste außerdem ein neues – etwas höheres – Tonnendach konstruiert werden. Auf diesem wurden außerdem seitliche Laufstege zur besseren Wartung des Pantografen installiert.
Mit der 1975 erfolgten Aufgabe des Straßenbahn-Güterverkehrs via Gara de Est verlor die Lokomotive 1 ihren ursprünglichen Einsatzzweck. Sie diente fortan in der örtlichen Straßenbahnfabrik als Rangierlokomotive zum Verschieben fabrikneuer Wagen des Typs Timiș 2, hierzu entfernte man ihre Eisenbahnpuffer. 1990 wurde sie schließlich – mit Beendigung der Straßenbahnproduktion in Timișoara – ausgemustert. 1992 war die Lokomotive in ausgeschlachtetem Zustand noch im Depot Dâmbovița vorhanden, später wurde sie verschrottet.